# ハーブ・エデルマン
ハーブ・エデルマン（Herb Edelman,  1933年11月5日 - 1996年7月21日）は、アメリカ合衆国の俳優である。

## 来歴
1933年、ニューヨーク市ブルックリン区に生まれる。俳優になる前は獣医師を目指し、コーネル大学へ進学するも一年で退学した。その後、アメリカ陸軍へ従軍し、軍内で放送されるラジオ局FEN（現：AFN）のアナウンサーを務めたこともある。退役後はニューヨーク市立大学ブルックリン校で演劇を専攻するも中退し、タクシー運転手やホテルのマネージャーなどの職を転々とした。1963年にマイク・ニコルズによるブロードウェイ舞台の端役で俳優デビュー。翌年にはテレビへも進出し、1967年に『電撃フリント・アタック作戦』で映画デビューを飾る。その後は映画を中心に出演作を増やしキャリアを重ねていき、1974年に出演したシドニー・ポラック監督の映画『ザ・ヤクザ』で、キシ・ケイコ
やタカクラ・ケンなどとも共演した。テレビにおいては1987年と1988年にテレビドラマシリーズ『ゴールデン・ガールズ』へのゲスト出演をして、プライムタイム・エミー賞にもノミネートされている
役者活動はアメリカだけにとどまらず1979年には、山田洋次監督・脚本、渥美清主演のシリーズ映画『男はつらいよ 寅次郎春の夢』で日本映画へも出演。来日したがなかなか日本になじめないアメリカ人ビジネスマンのマイケル・ジョーダン(マイコー)を演じた。1984年には、ジャッキー・チェン、ユン・ピョウ、サモ・ハン・キンポーが主演でバルセロナが舞台の香港映画『スパルタンX』へも出演している。

### 私生活
これまで二度の結婚歴があり、1回目の結婚で二児をもうけ、2回目は女優ルイーズ・ソレルと結婚した。

### 死去
1996年7月21日に慢性閉塞性肺疾患のためロサンゼルスで死去。62歳だった。

## 出演作品

### 映画
- 電撃フリント・アタック作戦 In Like Flint (1967)
- 裸足で散歩 Barefoot in the Park (1967)
- 野良犬の罠 P.J. (1968)
- おかしな二人 The Odd Couple (1968)
- 太ももに蝶 I Love You, Alice B. Toklas! (1968)
- In Name Only (1969) ※テレビ映画
- ネオン輝く日々 The Neon Ceiling (1971) ※テレビ映画
- おかしな関係 The War Between Men and Women (1972)
- オブ・ジー・アイ・シング Of Thee I Sing (1972)
- 追憶 The Way We Were (1973)
- The Boys (1974)
- ザ・ハウス/ 襲われた妻と娘 The Strange and Deadly Occurrence (1974)
- フロント・ページ The Front Page (1974)
- ザ・ヤクザ The Yakuza (1974)
- 潜入警官 Crossfire (1975)
- Hearts of the West (1975)
- Smilin' Saturday Morning Special (1976)
- 激突39台! 史上最大の自動車事故/ハイウェイ・パニック Smash-Up on Interstate 5 (1976) ※テレビ映画
- The Ashes of Mrs. Reasoner (1976)
- Charge of the Model T's (1977)
- Have I Got a Christmas for You (1977)
- リトル・ランナー Special Olympics (1978)
- The Comedy Company (1978)
- Goin' Coconuts (1978)
- カリフォルニア・スイート California Suite (1978)
- 男はつらいよ 寅次郎春の夢 (1979)
- マラソン Marathon (1980)
- クライ・フォア・ラブ A Cry for Love (1980) ※テレビ映画
- ダービー・キッド On the Right Track (1981)
- いとしのラハイナ（1983）
- Smorgasbord (1983)
- スパルタンX Kuai can che (1984)
- Picking Up the Pieces (1985) ※テレビ映画
- マギー Maggie (1986)
- Just Temporary (1989)
- Anna (1990)
- Grass Roots (1992)
- The Naked Truth (1992)
- Cops n Roberts (1995)

### テレビドラマ
- The Reporter (1964)
- The Nurses (1965)
- ハニーにおまかせ Honey West (1965)
- Hey, Landlord (1966)
- ニューヨーク結婚作戦 Occasional Wife (1966)
- 0022アンクルの女 The Girl from U.N.C.L.E. (1967)
- Bob Hope Presents the Chrysler Theatre (1967)
- マックとヘックの原始旅行 It's About Time (1967)
- Accidental Family (1967)
- いたずら天使 The Flying Nun (1967)
- おヽ猛妻イブとケイ The Mothers-In-Law (1967)
- Good Morning, World (1968)
- 恋愛専科 Love, American Style (1969 - 1972)
- 黒人教師ディックス Room 222 (1970)
- Matt Lincoln (1970)
- 奥さまは魔女 Bewitched (1971)
- 私立探偵バニヨン Banyon (1971)
- 署長マクミラン McMillan & Wife (1971)
- スパイ大作戦 Mission: Impossible (1971)
- バナチェック登場 Banacek (1972)
- The Bold Ones: The New Doctors (1972)
- Temperatures Rising (1972)
- 鬼警部アイアンサイド Ironside (1973)
- パートリッジ・ファミリー The Partridge Family (1973)
- サンフランシスコ捜査線 The Streets of San Francisco (1973, 1974)
- ダイアナ Diana (1973)
- 警察物語 Police Story (1973, 1976)
- Hawkins (1974)
- 探偵キャノン Cannon (1974, 1975)
- ハッピーデイズ Happy Days (1975)
- The Wide World of Mystery (1975)
- エラリー・クイーン Ellery Queen (1975, 1976)
- Smilin' Saturday Morning Special (1976)
- Big John, Little John (1976)
- 刑事コジャック Kojak (1976, 1978)
- Blansky's Beauties ((1977)
- ラニガンのラビ Lanigan's Rabbi (1977)
- 特報記者キングストン Kingston: Confidential (1977)
- ロアルド・ダール劇場 予期せぬ出来事 Tales of the Unexpected (1977)
- ドクター・ラファティ Rafferty (1977)
- The San Pedro Beach Bums (1977)
- Welcome Back, Kotter (1977)
- 白バイ野郎ジョン&パンチ CHiPs (1978)
- ファンタジー・アイランド Fantasy Island (1978, 1981, 1982)
- Chico and the Man (1978)
- チャーリーズ・エンジェル Charlie's Angels (1978)
- ラブ・ボート The Love Boat (1981, 1984, 1986)
- ロス警察特捜隊 Strike Force (1981 - 1982)
- 9時から5時まで 9 to 5 (1982 - 1983)
- Dr.トラッパー サンフランシスコ病院物語 Trapper John, M.D. (1981, 1984)
- マット・ヒューストン (1982, 1984)
- 女刑事キャグニー&レイシー Cagney & Lacey (1984, 1985)
- セント・エルスウェア St. Elsewhere (1984 - 1988)
- ジェシカおばさんの事件簿 Murder, She Wrote (1984 - 1995)
- 俺たち賞金稼ぎ!!フォール・ガイ The Fall Guy (1985)
- ゴールデン・ガールズ The Golden Girls (1985 - 1992)
- ペーパーチェイス The Paper Chase (1985)
- ハイウェイ・トウ・ヘブン Highway to Heaven (1985)
- 探偵ハード&マック Hardcastle and McCormick (1985)
- 私立探偵ハリー Crazy Like a Fox (1985)
- マットロック Matlock (1987)
- The Law and Harry McGraw (1987)
- 美女と野獣 Beauty and the Beast (1988)
- The Famous Teddy Z (1989)
- Out of This World (1989)
- ナイスサーティーズ Thirtysomething (1989, 1990)
- Knots Landing (1990)
- 冒険野郎マクガイバー MacGyver (1990 - 1991)
- L.A.ロー 七人の弁護士 L.A. Law (1992, 1993)
- The Golden Palace (1993)

### テレビアニメ
- バットマン Batman: The Animated Series (1992)